# Prometheus
 For alternative betydninger, se Prometheus (flertydig). (Se også artikler, som begynder med Prometheus)
Prometheus (på græsk: Προμηθεύς) er i den græske mytologi en titanide, født af Iapetus og Klymene, der er bedst kendt for at trodse de olympiske guder ved at stjæle ild fra dem og give den til menneskeheden i form af teknologi, viden og mere generelt, civilisation. Hans søskende er titaniderne Epimetheus, Menoitios og Atlas.

## Gave til menneskeheden
Prometheus' overdragelse af ilden til menneskeheden er et afgørende øjeblik i græsk mytologi, der symboliserer starten på fremskridt og civilisationens begyndelse. Ilden, som Prometheus stjal, var ikke kun et redskab til varme og madlavning, men også en katalysator for teknologisk fremskridt i det han tilskrives at have lært mennesket forskellige kunstarter og færdigheder såsom arkitektur, astronomi, matematik, skrivning, domesticering, navigation, medicin, metalbearbejdning og mere.
Prometheus' oprør var et vidnesbyrd om hans kærlighed til menneskeheden og hans ønske om at bemyndige dem. Denne handling blev set som en overtrædelse af den guddommelige orden, hvilket førte til alvorlige konsekvenser for Prometheus, men det markerede også en betydelig ændring i magtdynamikken mellem guder og mennesker.
Forskellige versioner af myten tillægger Prometheus' handling forskellige motiver. I nogle fortællinger stjal Prometheus ilden, efter Zeus, vred over Prometheus' bedrag, tog den fra menneskene. I denne version ses Prometheus' handling som en korrektion, der genopretter det uretmæssigt tagne fra menneskene. I andre versioner er Prometheus' handling mere proaktiv, idet han stjæler ilden for at give mennesker noget, de ikke tidligere besad.
Uanset motivet er alle versioner af myten enige om Prometheus' gaves indflydelse. Ilden og de færdigheder, der fulgte med den, ændrede fundamentalt menneskehedens historie. Det var en gave, der bragte mennesker tættere på guderne i form af deres evner, og det lagde grunden for de mange fremskridt, der ville følge.

## Straf
Zeus var rasende over Prometheus' dristige tyveri af ild til menneskeheden og påførte ham en evig og drakonisk straf. Prometheus blev bundet med kæder, og Zeus orkestrerede en daglig pine, som var, at hver dag fortærede en ørn Prometheus' lever, der mirakuløst voksede ud igen hver nat, hvilket sikrede en uendelig cyklus af lidelse. Denne uophørlige straf understregede Zeus' ubøjelige vrede overfor Prometheus for hans oprør og bedrag.
Desuden søgte Zeus at udvide sin hævn til menneskeheden, som havde nydt godt af den stjålne ild. Han beordrede Hefaistos til at skabe den første kvinde, Pandora, af ler. Pandoras skabelse var en væsentlig del af Zeus' plan om at straffe menneskeheden. Ved hendes ankomst til jorden åbnede hun en pithos (et græsk ord for en stor beholder, typisk en krukke), hvorfra alle de onder, der tidligere var ukendte for menneskeheden - herunder sygdom, lidelse og død - slap ud.
Prometheus' pinsler fortsatte i mange år, indtil Herakles, også kendt som Herkules, greb ind under sine berømte bedrifter. Herakles, med Zeus' samtykke, dræbte ørnen og befriede Prometheus fra hans ellers evige lidelser. Denne indgriben fra Herakles bidrager til hans berømmelse i græsk mytologi.
Fortællingen om Prometheus er fremstillet i værker af antikke græske digtere som Hesiod og Aischylos, især i Aischylos' tragiske skuespil 'Prometheus bundet', hvor historien fungerer som et kraftfuldt symbol på konsekvenserne for dem, der tør trodse de græske guder.